# Sayda
Sayda (česky zastarale Zavidov) je město ležící v jihovýchodní části zemského okresu Střední Sasko v německé spolkové zemi Sasko. Nachází se v podhůří Krušných hor, zhruba 13 km severozápadně od česko-německého hraničního přechodu Mníšek/Deutscheinsiedel po silnici č. 207. Žije zde přibližně 1 700 obyvatel.

## Historie
První písemné zmínky o vsi mají souvislost s cisterciáckým klášterem v Oseku. V zakládací listině kláštera z roku 1191 je mezi jeho příjmy uveden desátek ze cla a soudních poplatků v Saydě.
Významný podíl na vzniku a rozvoji osady měla obchodní cesta, která vedla z Čech z Prahy přes Mníšek a Saydu dále do Lipska a Halle ve středním Německu. Vznikla na konci 11. nebo ve 12. století. Sayda je považována za kolonizační území českých Hrabišiců a odtud také plynula příslušnost celého území k českému království. Sayda chránila svým zeměpanským hradem obchodníky. V listinách z let 1253 a 1289 je Sayda zmiňována jako město (civitas Saydowe) V polovině 13. století získal Saydu míšeňský markrabě Jindřich III., který vyslovil své nároky na jakési statky v Rakousku, patrně získané Přemyslem Otakarem II., a ten mu jako náhradu za tyto statky převedl vlastnictví Saydy a jejího okolí. Oblast Saydy byla ovšem několikrát prodána i do Čech, až se na počátku 14. století stala definitivně součástí míšeňského markrabství. V roce 1300 byla uzavřena smlouva, že míšeňský biskup převzal od oseckého kláštera a pražského biskupství do své správy všechny kostely a kaple v Saydě a okolí.
V roce 1324 získal Saydu v léno šlechtický rod Lobdeburgů od lankraběte Fridricha Durynského. V roce 1352 byl lenním pánem Saydy markrabě Meinher IV. Míšeňský, švagr Boreše z Riesenburka, který ale léno vzápětí dále předal Heinrichovi von Schönberg a tento rod zde vládl dlouhou dobu.
Rozkvět Saydy probíhal ve 14. století, kdy město těžilo ze své polohy na významné obchodní cestě. Teprve s rozvojem hornictví v Krušných horách v 15. století její význam ustoupil do pozadí na rozdíl od jiných měst, jako Freiberg, Marienberg, Annaberg nebo Schneeberg, která bohatla na těžbě a zpracování rudy a dálkový obchod již nebyl tak významný.

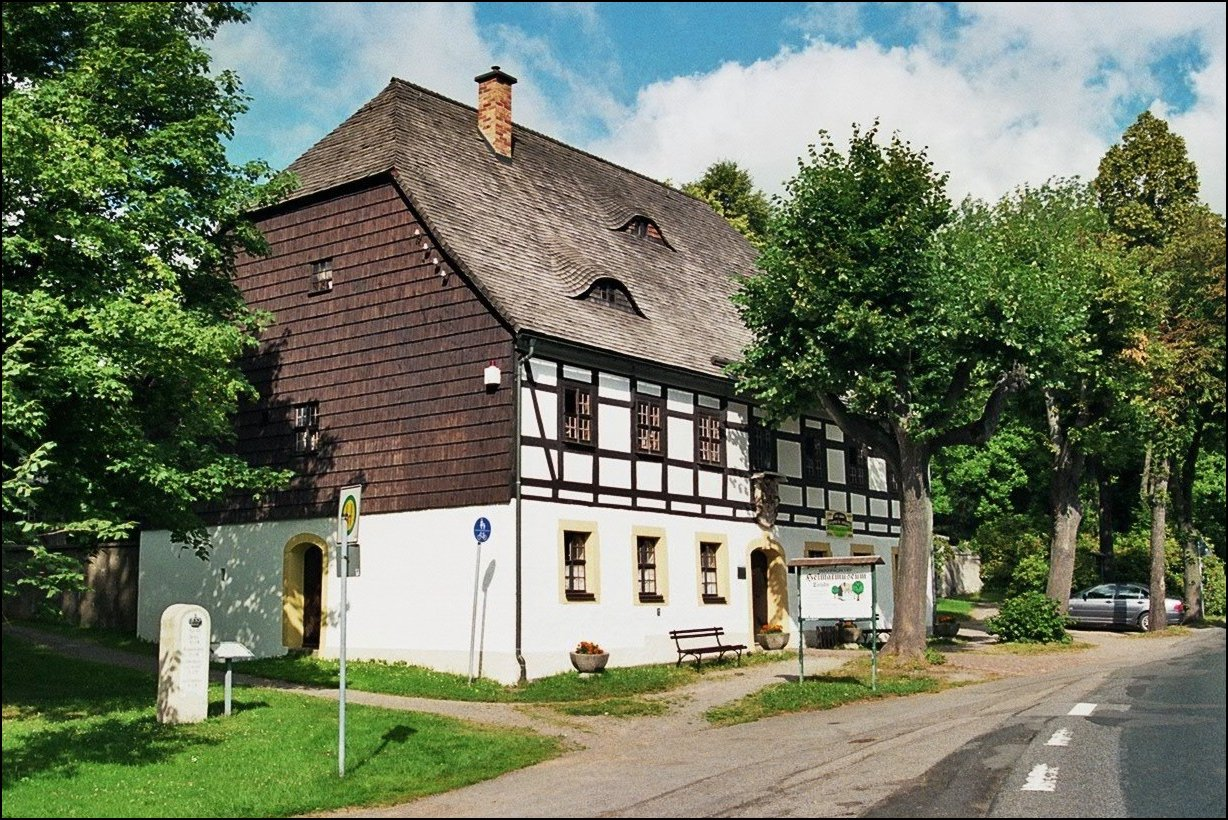
Muzeum Špitál sv. Jana

V roce 1451 se stal leníkem v Saydě Bernhard von Schönberg, který v roce 1476 odcestoval s vévodou Albrechtem do Jeruzaléma. Na zpáteční cestě onemocněl a zanechal závěť, ve které zřídil v Saydě špitál pro nemocné a potřebné. Špitál sv. Jana byl zřízen v roce 1508. Budova měla být po roce 1990 stržena, ale nakonec se ji díky Krušnohorskému spolku podařilo zachránit. Jedná se o nejstarší dům v Saydě. Spolek dům opravil a 22. května 1993 v něm otevřel muzeum. Vedle tohoto muzea se v Saydě nachází ještě hasičské muzeum ve staré hasičské zbrojnici, Muzeum silničních staveb a mlýn v osadě Friedebach.

## Památky
- Pozdněgotický kostel Nanebevzetí Panny Marie z roku 1391, interiér renovován v roce 1892
- Špitál sv. Jana z roku 1508, do roku 1945 sloužil jako nemocnice, poté jako obytný dům, od roku 1993 muzeum
- Vodárenská věž uvedená do provozu v roce 1894 a používaná dodnes, vysoká 25 metrů
- Nádražní budova úzkorozchodné dráhy, která do Saydy vedla z Muldy. Budova dnes slouží jako mateřská škola.

## Sport
- Lyžařský areál Sayda, které nabízí 45 km tratí, osvětlenou sjezdovku, jízdy na saních tažené koni a na sněžných skútrech.

## Partnerská města
- Meziboří (Česko)
- Sogliano al Rubicone (Itálie)
- Strenci (Lotyšsko)